# Alpera
Alpera – gmina w Hiszpanii, w prowincji Albacete, w Kastylii-La Mancha, o powierzchni 178,47 km². W 2011 roku gmina liczyła 2417 mieszkańców.